# Arent Mijndert Albert van Boetzelaer

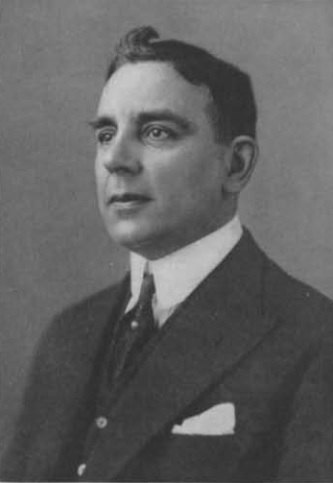
A.M.A. baron van Boetzelaer

Arent Mijndert Albert baron van Boetzelaer, heer van Loenen en Wolferen (De Bilt, huis 't Klooster, 18 november 1885 − Loenen aan de Waal, kasteel Loïnen, 27 oktober 1955) was een Nederlands bestuurder.

## Biografie
Van Boetzelaer was een telg uit het oud-adellijke geslacht Van Boetzelaer en een zoon van Godfried Hendrik Leonard baron van Boetzelaer (1842-1914) en diens tweede echtgenote, jkvr. Constantia Wilhelma Fabricius (1849-1928), telg uit het geslacht Fabricius en dochter van jhr. Johan Carel Willem, heer van Leyenburg, Loenen en Wolferen (1795-1881). In 1913 promoveerde hij in de rechten op stellingen aan de Universiteit van Utrecht. Hij was fruitteler tot hij in 1916 burgemeester van Loenersloot en van Ruwiel werd; dit ambt bekleedde hij tot 1929. In de jaren 1942 tot 1953 was hij dijkgraaf van Lekdijk Bovendams, daarna nog gemeenteraadslid in zijn geboorteplaats.
In 1917 trouwde hij met Jeanne Jacqueline Mathilda barones van Hardenbroek van Lockhorst, vrouwe van Lockhorst (1886-1978), telg uit het geslacht Van Hardenbroek, met wie hij drie kinderen kreeg. In 1927 erfde hij Kasteel Loïnen of Huis te Loenen via de familie van zijn moeder. Hij heeft het vanaf toen bewoond, daarna ging het over naar zijn zoon die het landgoed met kasteel in 2001 verkocht.
Mr. A.M.A. baron van Boetzelaer overleed in 1955 op 69-jarige leeftijd; zijn weduwe overleefde hem bijna 25 jaar.